# Barbu Lăzăreanu
Barbu Lăzăreanu, nome alla nascita Baruch Lazarovici (Botoșani, 5 ottobre 1881 – Bucarest, 19 gennaio 1957), è stato uno storico della letteratura, filologo e attivista rumeno di estrema sinistra, di origine ebrea.

## Biografia
Membro dell'Accademia rumena (1948), laureato in filologia e militante comunista rumeno, fu salvato durante la deportazione degli ebrei dalla Regina madre Elena di Romania.
Collaborò con i principali periodici del movimento operaio ("România muncitoare", "Socialismul") e poi con la stampa illegale del PCR.
Fondò l'11 marzo 1945, come rettore (1945-1948), la prima università del lavoro in Romania, successivamente trasformata in Accademia Ștefan Gheorghiu.
Scrisse testi e numerosi articoli e studi sulla letteratura classica rumena e sul folklore. Di questi, i più importanti furono compilati nel volume Glose și comentarii de istoriografie literară (1958).
Durante il regime comunista, una strada nella città di Suceava portò il suo nome. Una strada tra Botoșani e Craiova gli è tuttora intitolata.